# Diclidurus isabellus
Diclidurus isabellus је сисар из реда слепих мишева (Chiroptera).

## Угроженост
Ова врста је наведена као последња брига, јер има широко распрострањење и честа је врста.

## Распрострањење
Ареал врсте је ограничен на мањи број држава. 
Врста има станиште у Бразилу, Венецуели, Гвајани и Колумбији.

## Станиште
Станишта врсте су шуме и речни екосистеми.